# Транспорт в Малайзии
Транспортная система Малайзии начала развиваться во времена британского колониального господства. На сегодняшний день сеть дорог покрывает в общей сложности 63 445 км, включая 1 630 км скоростных магистралей. Система железных дорог составляет 1798 км (только в полуостровной части). В стране 6 международных аэропортов, официальная авиакомпания Малайзии — Malaysia Airlines, обслуживает как международные, так и внутренние рейсы. Транспортная система в полуостровной части страны в целом развита лучше, чем в восточной.

## Железнодорожный транспорт
Сеть железных дорог покрывает большую часть полуостровной части страны и соединяет Малайзию с Сингапуром и Таиландом. В Восточной Малайзии имеется единственная железная дорога в штате Сабах (всего 134 км), соединяющая Танжунг-Ару вблизи Кота-Кинабалу и Теном.

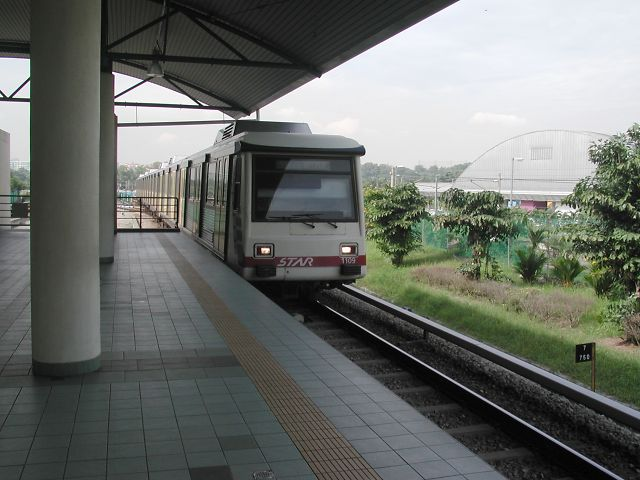
Поезд Ampang Line прибывает на станцию Bandar Tasik Selatan

Единственная в стране высокоскоростная железная дорога (57 км), соединяет Куала-Лумпур с аэропортом. Линия была построена компанией Express Rail Link Sdn Bhd, максимальная скорость достигает 160 км/ч. Есть проекты о продлении линии на юг, до Джохор-Бару и на север до тайской границы, а также повысить скорость поездов, однако строительство пока не начато.

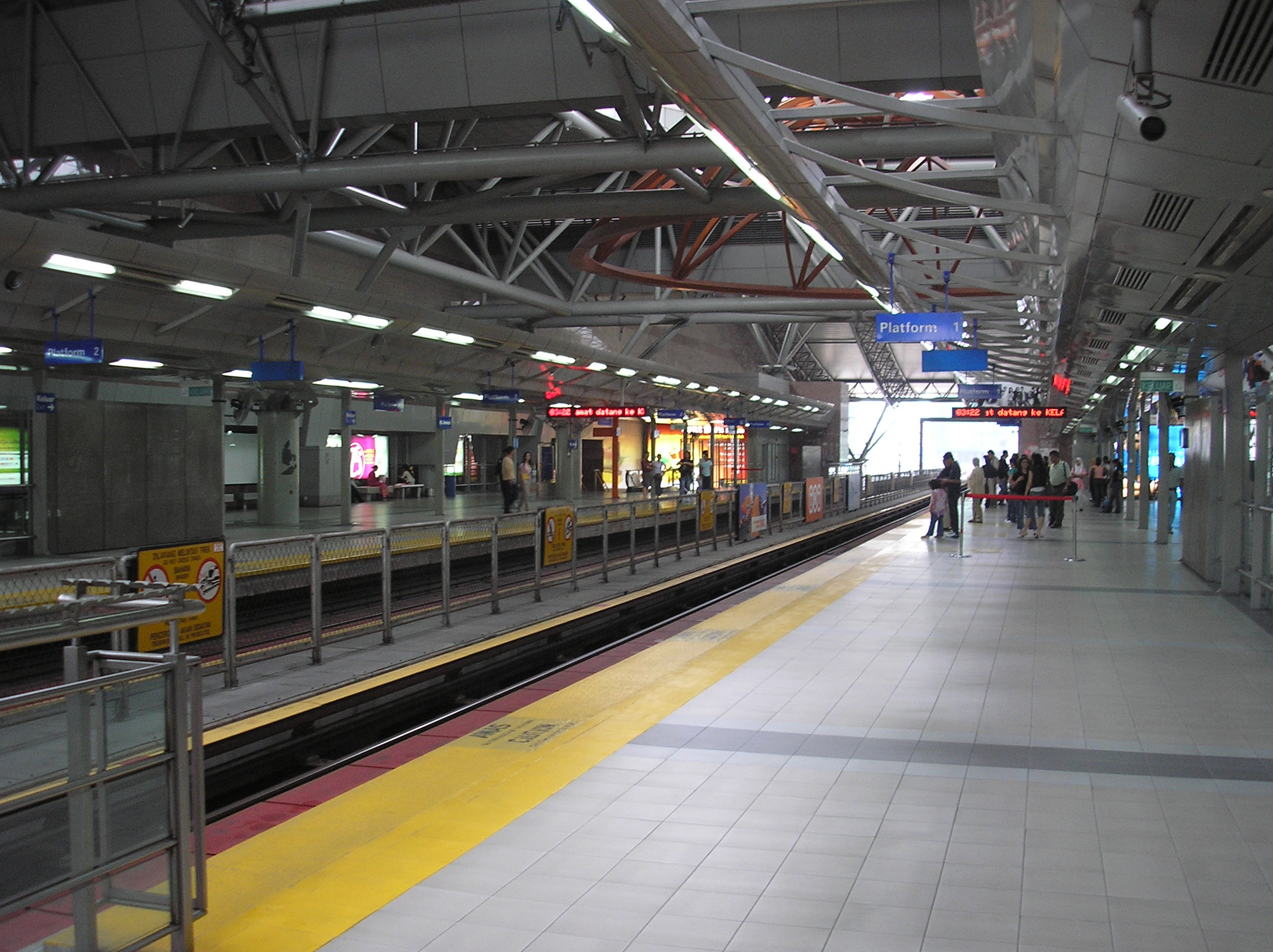
Станция Kuala Lumpur Sentral системы Kelana Jaya Line

В столице страны, Куала-Лумпуре, имеется также легкорельсовый транспорт, включающий в себя 3 системы. Две из них: Kelana Jaya Line (29 км) и Ampang Line (27 км) — соединяют между собой отдалённые пригороды столицы. Третья линия используется в аэропорту Куала-Лумпура и соединяет главное здание аэровокзала со спутниковым строением.
Единственная в стране монорельсовая система также расположена в столице и включает в себя 11 станций. Длина — всего 8.6 км.

## Дороги

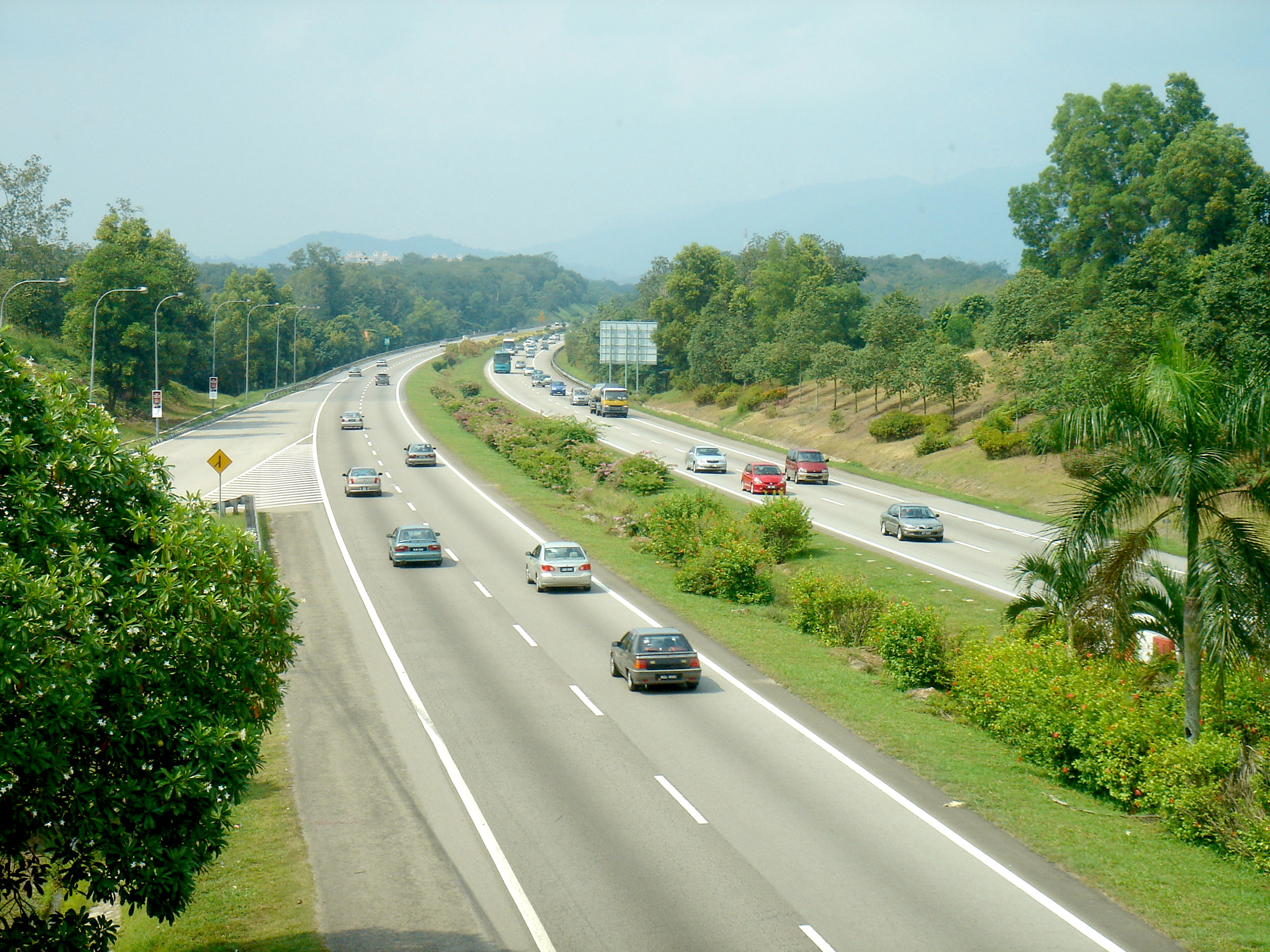
Скоростная автомагистраль Север-Юг

Основная национальная сеть дорог страны (Malaysian Federal Roads System) составляет 49 935 км. Общая длина системы скоростных автомагистралей (Malaysian Expressway System) — 1 821 км.
Самое длинное шоссе страны — North-South Expressway, длиной 800 км, соединяет Сингапур с таиландской границей. Дорожная сеть в штатах Саравак и Сабах менее развита и более низкого качества. Движение на всех дорогах страны — левостороннее.